# Abadía del Sacromonte

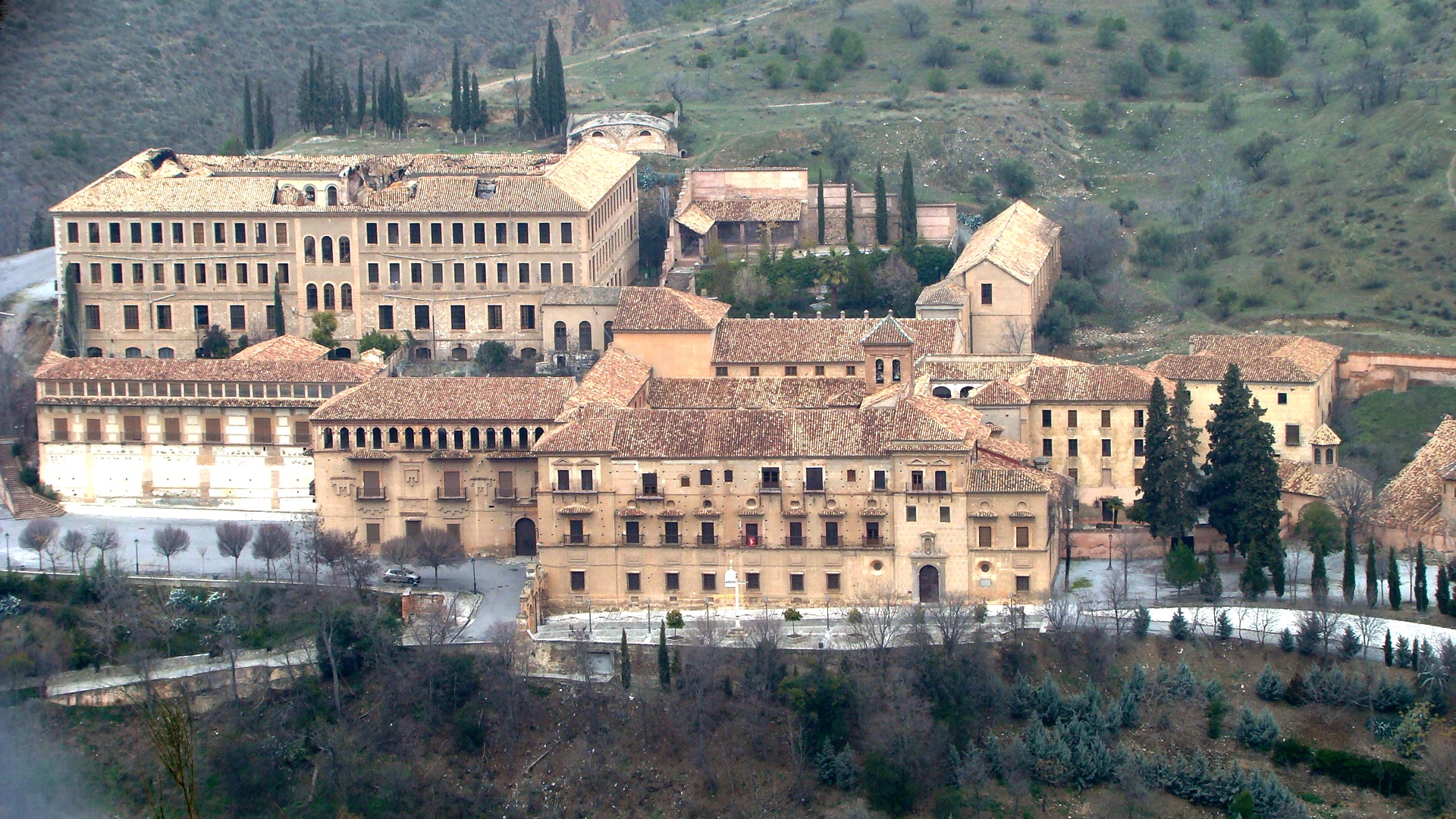
Abadía del Sacromonto vom Cerro del Sol aus

Die Abadía del Sacromonte ist ein Kloster nordöstlich der spanischen Stadt Granada entlang dem Camino del Sacromonte. Nach einer Zeit des Verfalls Mitte der 1970er Jahre wird sie seit der Jahrtausendwende restauriert.

## Geschichte
Ende des 16. Jahrhunderts wurden im damals Valparaíso genannten Berg in den Santas Cuevas (Heilige Gräber) genannten Katakomben die Reliquien dreier Heiliger gefunden; die des San Cecilio, des Heychus von Cartela und des Ctesiphon von Vergium, zusammen mit einigen Schriftplatten in arabischer Schrift, die das Leben dieser Heiligen beschreiben (die Bleibücher vom Sacromonte). Der Ort gilt oftmals als Schauplatz des Martyriums des San Cecilio. Die Bleipatten galten als Beleg einer arabischsprachigen frühen christlichen Missionierung Spaniens; der Ort wurde in „Sacromonte“ (Heiliger Berg) umbenannt.
Im Jahr 1633 wurde ein Weg eingerichtet, der die Stadt mit dem Sacromonte und der wachsenden Abtei verband; auch eine kleine Grab-Jesu-Kapelle wurde eingerichtet; wahrscheinlich sollte ein „Heiliger Berg“ eingerichtet werden, der zur Stärkung des Glaubens der Bewohner der Gegend dienen sollte. Im Jahr 1682 erklärte der Vatikan die Schriftplatten für Fälschungen.
Die starke Anziehungskraft des Ortes und die vielen Personen, die dorthin pilgerten, sollen zur Besiedlung des heutigen Viertels Sacromonte geführt haben.

## Gebäudekomplex

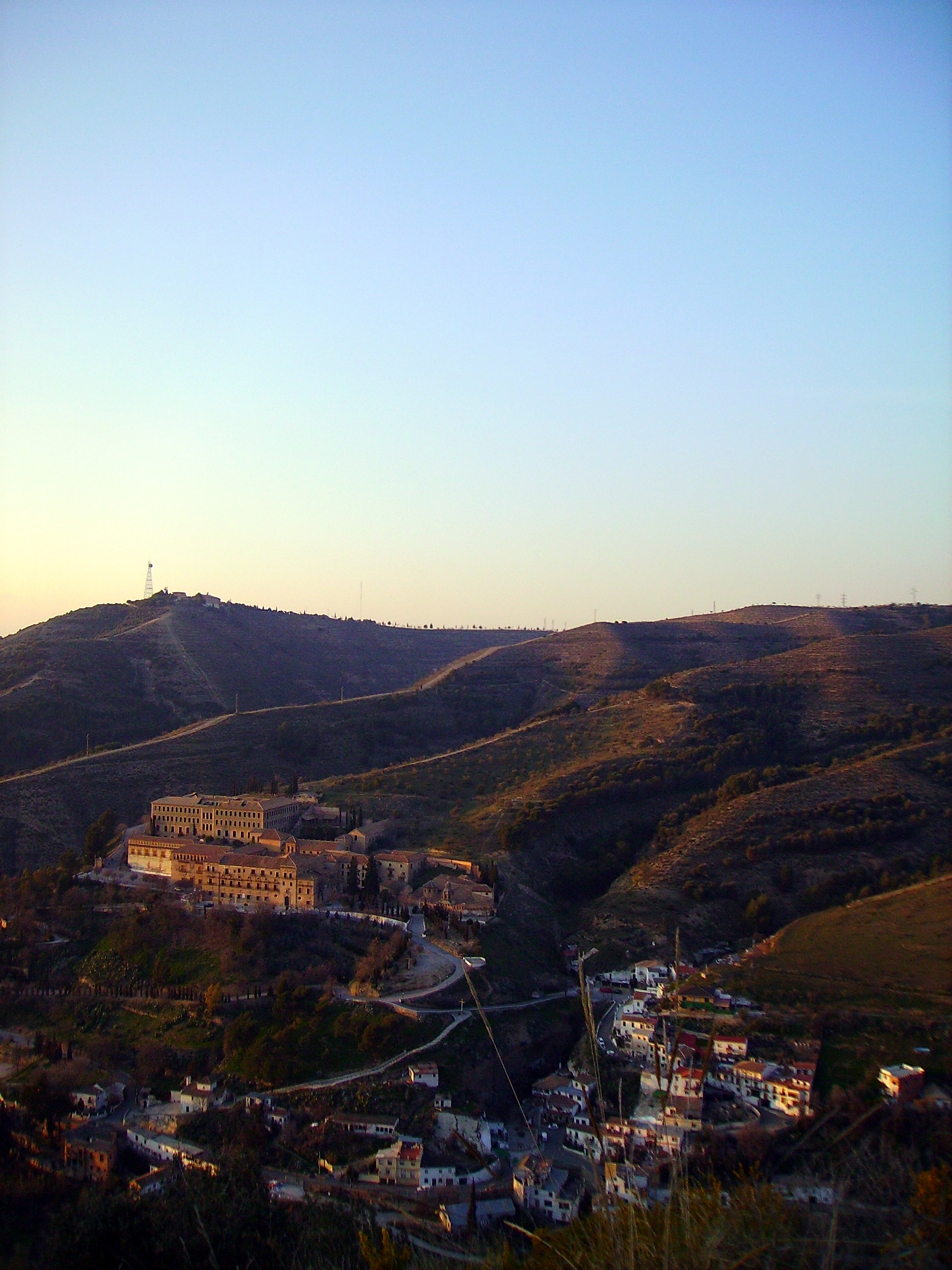
Die Abadía am Abend

Der Gebäudekomplex besteht aus den Santas Cuevas, der Abadía (Abtei) selbst, dem Colegio Viejo de San Dioniosio und dem Colegio Nuevo. Die Santas Cuevas werden als Schauplatz des Martyriums des San Cecilio verehrt. Direkt neben dem Zugang findet sich ein Altar mit zwei von Rom im Jahr 1843 hierher gebrachten Skulpturen der Märtyrer Víctor y Leoncio, in den Gängen finden sich weitere Kunstwerke. In der „Capilla de Santiago“ soll der Schutzheilige Spaniens Santiago die erste christliche Messe in Spanien abgehalten haben; zudem soll ihm hier die Jungfrau Maria erschienen sein (allgemein und in Saragossa glaubt man, dies sei in Saragossa geschehen). Im „Capilla de la Piedra“ genannten Raum befindet sich ein großer Stein; nach lokalem Glauben werden Frauen, die ihn küssen, nach einem Jahr verheiratet sein.
Die Anfang des 17. Jahrhunderts hier von Pedro de Castro Cabeza de Vaca y Quiñones, dem damaligen Erzbischof von Granada, gegründete Abtei sollte bald kulturelle und religiöse Bedeutung erringen und enthält zahlreiche Werke von künstlerischem Wert, darunter die Skulptur Cristo del Consuelo von José Risueño (1695) sowie eine Marienkirche. Als Symbol der Abtei wurde das Siegel des Solomon, bzw. der Davidsstern gewählt, der als architektonisches Element im gesamten Komplex verwendet wurde; das Siegel des Solomon soll damals als Zeichen christlicher Weisheit benutzt worden sein.
Im Hauptgebäude der Abtei wurde zudem, mit päpstlicher Erlaubnis, eine der ersten Privatuniversitäten Europas eingerichtet; unterrichtet wurden Jura, Theologie und Philosophie. Um 1900 wurde der Ort in ein Gymnasium umgewandelt, das im Jahr 1975 schloss. Heute wird die Abtei von Klerikern bewohnt und dient zudem als Pfarrkirche.
Das Colegio Nuevo, im französischen Stil ausgeführt, wurde als Erweiterung der Lehreinrichtung erbaut.
Im Jahr 2010 wurde in einem der Gebäudeflügel ein neues Museum eingerichtet, in dem Monografien, Kunstwerke von lokalen Künstlern aus dem 16. und 17. Jahrhundert sowie einige Werke international bekannter Meister, wie Goyas Porträt des Don Francisco de Saavedra, und wichtige Schriften ausgestellt und erhalten werden, darunter Exemplare der Nürnberger Chronik, der Generalidades sobre la Medicina des Averroes und Schriften des Johannes vom Kreuz.

## Bedeutung
Die Bibliothek der Abadía umfasst mehr als 20.000 Bände der Bereiche Philosophie, Religion, Geschichte, Literatur und Recht. Neben Werken des Klassischen Altertums stehen auf Arabisch abgefasste Schriften, darunter die „Libros plumbeos“. Natürlich befinden sich hier auch verschiedene historische Schriften zur Geschichte der Stadt Granada sowie die älteste Karte der Stadt, die um 1620 entstand.
Zum Besuch der Abadía werden Führungen angeboten.